# Elric de Melniboné (novela)
Elric de Melniboné (en inglés: Elric of Melniboné; pronunciado /ˈɛlrɪk əv Melniboné/) es una novela de espada y brujería escrita por el escritor británico Michael Moorcock y publicada por Hutchinson & Co. el 4 de septiembre de 1972 en el Reino Unido. Publicada en castellano por Ediciones Martínez Roca bajo la colección ‘Fantasy’ en 1986, con traducción  de Hernán Sabaté y portada de Lorenç Martí. Su historia se desarrolla durante la decadencia del Reino de Melniboné, un lugar ficticio poblado por seres semihumanos. La novela narra la vida de Elric, y sus hazañas como 428º Emperador de Melniboné.

## Contexto
Para la composición de este libro Moorcock se inspiró en la literatura clásica, especialmente los mitos griegos; las leyendas medievales, los relatos pulp al estilo de Edgar Rice Burroughs y las tragedias de William Shakespeare. Moorcock reconoce como influencias a la hora de componer esta obra La espada rota y Tres corazones y tres leones de Poul Anderson, El pozo del unicornio de Fletcher Pratt y La ópera de los tres centavos de Bertolt Brecht.
La historia de Elric fue explorada inicialmente en una novela corta de cuatro capítulos publicada en el número 47 de la revista Science Fantasy bajo el título ‘The Dreaming City’. El Reino de Melniboné y su capital Imrryr, también conocida como la Ciudad de ensueño, es gobernada por un emperador albino y débil que no hace mucho por devolverle la grandeza de la que gozo el reino hace más de diez mil años.

## Argumento

### Libro I
Este libro comienza narrando como Elric, emperador de Melniboné, se encuentra aburrido de su condición de gobernante de un reino que se encuentra a las puertas de la decadencia absoluta, de sus gentes y sus costumbres, pues en su interior considera que muchas de las cosas «que se esperarían de un Melnibonés» no son correctas. Esta condición contemplativa del emperador hace que muchos de sus allegados y subalternos se cuestionen las capacidades de este para gobernar. Entre estos el que desea su caída más que nadie es Yyrkoon, su arrogante primo, quien ve con desespero y frustración como Elric dedica más tiempo a la lectura y menos al arte de gobernar a los melniboneses y a devolverle la grandeza de la que una vez gozó el reino. Pero pronto las cosas cambian cuando Yyrkoon ve en el intento de invasión de las flotas de los Reinos Jóvenes la oportunidad perfecta para derrocar y dar muerte a su despreciado primo.

### Libro II
En un desesperado intento por continuar con vida, Elric acude a la magia, aún en contra de su moral, invocando a Straasha, Señor del Mar. Todavía con vida, aunque no lo crea, Elric acude al trono de rubí donde una desagradable sorpresa aguarda a su primo Yyrkoon. Este, desconocedor de esta situación, ingresa arrogante y triunfal en la "ciudad de ensueño" donde todos le reciben como el nuevo emperador. En un giro inesperado de la vida Elric se convierte en el emperador que tanto deseaban ver en su persona. Yyrkoon asombrado y perjudicado huye de su destino en la isla del Dragón, no sin antes secuestrar a su hermana Cymoril y llevando consigo un ejército de renegados. Esta circunstancia hará que todos los esfuerzos del emperador se centren en atrapar a Yyrkoon y liberar a su amada de sus garras, al punto que el mismo partirá hacia los Reinos Jóvenes para buscarlo.

## Personajes
| Nombre      | Raza       | Resumen |
| ----------- | ---------- | --- |
| Elric       | Melnibonés | 428º Emperador de Melniboné, hijo de Sadric LXXXVI. Es un albino, débil y enfermizo que se mantiene en pie a base de hierbas y pociones. Nigromante y hechicero, siervo del señor del caos Arioch, es un ser solitario, atormentado y acosado por las fuerzas del destino. Está enamorado de su prima Cymoril. «Su carne es del color de una calavera blanqueada al sol y el largo cabello que le cae sobre los hombros es de un blanco lechoso. En su tez ahusada y hermosa destacan dos ojos sesgados, tristes y de color carmesí y de las amplias mangas de su blusón amarillo surgen dos manos delgadas, también del color del hueso». |
|             |            | |
| Cymoril     | Melnibonés | Princesa de Melniboné, hermana de Yyrkoon y prima de Elric. |
|             |            | |
| Yyrkoon     | Melnibonés | Príncipe de Melniboné, hermano de Cymoril. Desea para sí el reino de Melniboné y ama incestuosamente a su hermana. «Las morenas facciones de Yyrkoon, a la vez hermosas y taciturnas, están enmarcadas por un largo cabello negro, ondulado y ungido de aceites; su expresión es, como siempre, sardónica y su porte arrogante». |
|             |            | |
| Arioch      | Deidad     | Dios de Melniboné. Señor del Caos. Duque del infierno llamado Caballero de las espadas. Señor de las Siete Oscuridades. Guardián de las Dos Espadas Negras. «Hermoso joven de voz agradable, suave y bien dispuesta, pero varonil. Tenía unos ojos sabios y viejos y, si se los estudiaba de cerca, podía apreciarse que contenían un aire malévolo,antiguo y confiado». |
|             |            | |
| Dyvim Tvar  | Melnibonés | Señor de las Cavernas. General y amigo personal de Elric. |
|             |            | |
| Magum Colim | Melnibonés | General melnibones. |
|             |            | |

## Recepción
Baird Searles comentó en la revista Haunt Of Horror: «Para aquellos uno o dos de ustedes que no conozcan a Elric, él es, diría yo, el precursor de la actual generación de espada y hechicería». Y añade: «También están esos Mundos superiores que siempre están entrometiendose en el mundo de Elric, dando esa sensación de fuerzas más allá de lo humano manipulando las cosas, lo cual es tan necesario para lograr una verdadera sensación épica».
Richard E. Geis en su Science Fiction Review escribió: «Me gusta la imaginación y creatividad de Moorcock. Los barcos que navegan sobre tierra y mar son fascinantes, y la autenticidad del mundo que ha creado es impresionante».

## Crítica
La obra es muy popular entre los lectores del género fantástico y Elric es uno de sus personajes más representativos, pero las críticas van desde que «cae en la trampa del argumento fácil y acaba dejando que el libro se pierda en un historia mal confeccionada», pasando por «Quizá en ocasiones el libro sea disperso, anecdótico o esquemático en el trato de situaciones y personajes, construido en ocasiones a base de trazos y/o viñetas», hasta «Lo cierto es que Moorcock, partiendo de una idea estupenda... la desvirtúa sobremanera, de tal forma que, con el paso del tiempo, el personaje de Elric se va volviendo cada vez menos creíble, rozando en ocasiones la incoherencia y la pésima literatura» o incluso «acabe en lo más bajo del escalafón literario por culpa de la impericia de su autor, de su dejadez o, simplemente, de su mala fe».

## Adaptación
Elric contó con una adaptación gráfica a dos partes con dibujo de Frank Brunner en los números 5 y 7 de la revista Heavy Metal de 1979. La novela fue adaptada en formato comic book en una serie de seis números por Pacific Comics bajo el título Elric of Melniboné entre 1983 y 1984 que sería publicado en castellano por Norma Editorial. La popularidad de Elric también se vio reflejada en la creación de un juego de rol con su nombre.